# Essen
|  | Aquest article tracta sobre la localitat alemanya. Vegeu-ne altres significats a «Essen (Bèlgica)». |

Essen [ˈɛsn̩] és una ciutat del Land de Rin del Nord-Westfàlia, Alemanya. Situada a la riba del Ruhr, és la segona ciutat en nombre d'habitants de la Regió del Ruhr (darrere de Dortmund, amb entre 160 i 1500 habitants més, depenent de les fonts 1 Arxivat 2005-10-24 a Wayback Machine.,2), i la 7a. ciutat d'Alemanya. Població: 577.290 (31-12-2008).
Malgrat la seva grandària, Essen destaca menys que altres ciutats de la seva mida. Essen fou una ciutat agrícola insignificant fins al segle xix, encara que fou fundada cap al 845. L'explotació minera del carbó va impulsar un ràpid creixement de la ciutat i en general de tota la regió del Ruhr. La família Krupp prové d'Essen; van establir la seva producció d'acer a Essen el 1811. Després d'haver fet importants canvis econòmics després de la Segona Guerra Mundial, Essen disposa avui en dia en la seva oferta cultural d'un destacat museu d'art (Folkwang Museum) i diversos vestigis industrials (Zeche Zollverein).

## Ciutats agermanades
Algunes ciutats agermanades amb Essen són:
- Sunderland, des de 1949
- Tampere (Finlàndia), des de 1960
- Grenoble (França), des de 1974
- Nijni Nóvgorod (Rússia), des de 1991
- Tel-Aviv-Jaffa (Israel), des de 1991

## Punts d'interès

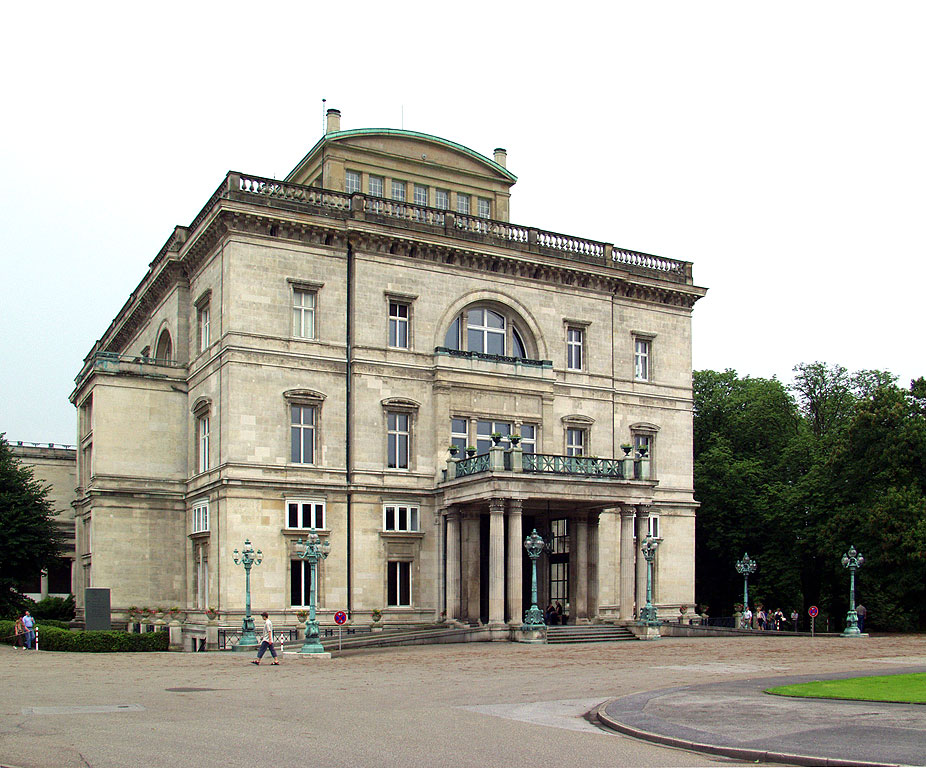
Villa Hügel

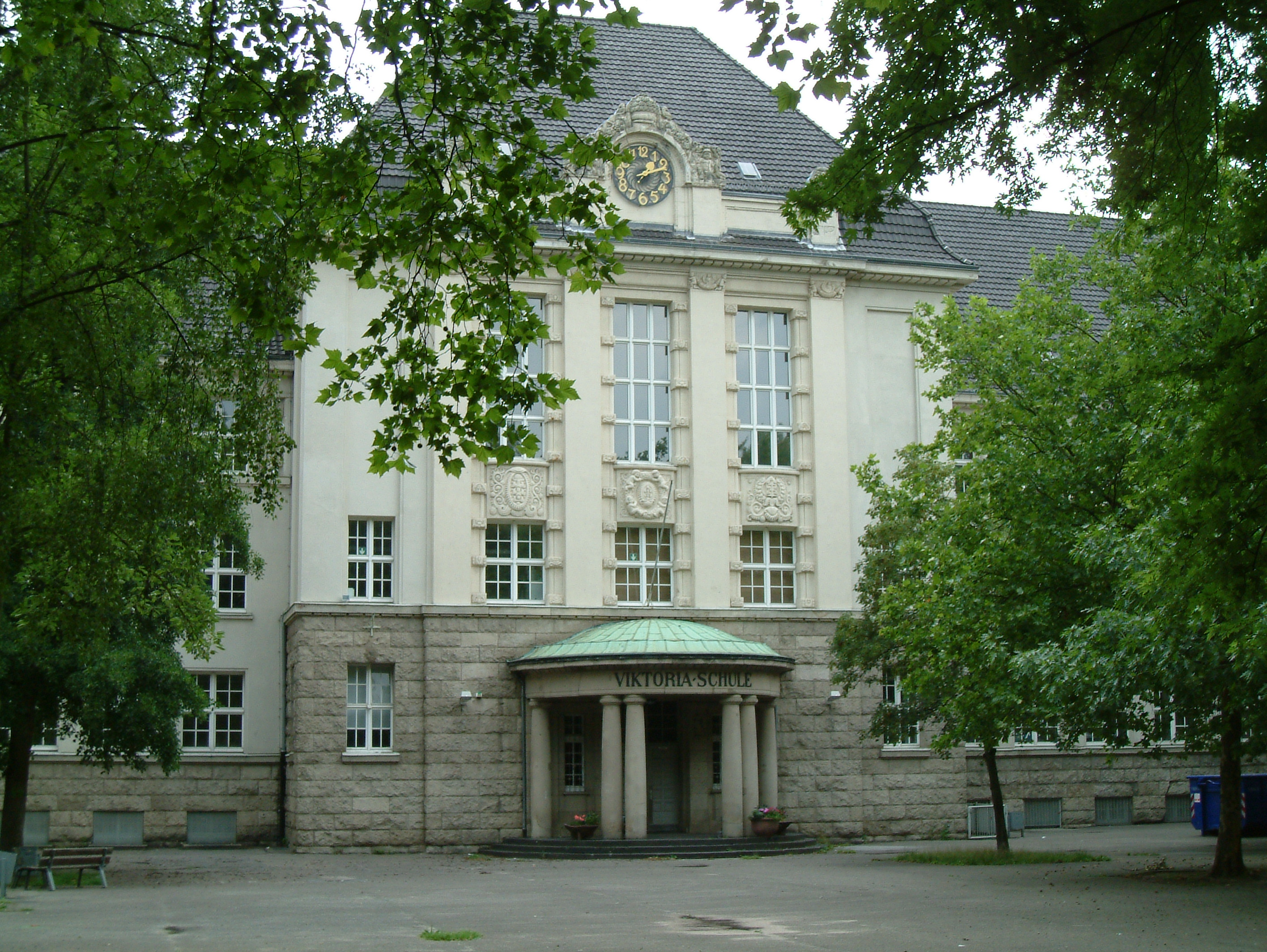
Escola Viktoriaschule
(Arquitecte Albert Erbe)

- Villa Hügel: Construïda a finals del segle xix per l'industrial Alfred Krupp com a casa familiar. Allotja regularment exposicions d'art i concerts de música.
- Zeche und Kokerei Zollverein: Mina de carbó (construïda el 1932, tancada el 1986) i planta de carbó de coc (construïda el 1961, tancada el 1993). Fou la mina més gran i bella del món. Se'n van arribar a extreure 12.000 tones de carbó diaries. Avui en dia els visitants tenen accés a diverses zones, on generalment s'hi mostren exposicions temporals.
- Essener Münster: catedral del segle xiv, ampliada i reconstruïda el 1958; sense tenir una aparença espectacular, exhibeix alguns objectes exquisits a una sala annexa: obres d'art dels voltants de l'any 1000 dC., la corona d'Otó III, emperador romanogermànic, l'escultura conservada més antiga del món de la Verge Maria (Goldene Madonna).
- Alte Synagoge: La comunitat jueva va inaugurar la sinagoga el 1913. Fou destruïda pels Nazis el 1938 i fou restaurada després de la Segona Guerra Mundial. Tot i que ja no és actualment un temple de culte, s'hi fan diverses exposicions sobre el judaisme i l'antisemitisme.
- Werden: Fou una ciutat independent fins que el 1929 fou assimilada per Essen; el centre de la ciutat manté parcialment alguns aspectes medievals amb força bars i restaurants. És a prop del Baldeney See i s'hi troba el conservatori de música Folkwang Hochschule.
- Kettwig: També fou una ciutat independent fins al 1975, està situada al sud d'Essen, prop del riu Ruhr.
- Baldeney See: El gran llac del sud de la ciutat és una àrea d'esbarjo òptim per practicar esports aquàtics, patinar, córrer o anar en bicicleta. Fou construït entre el 1931 i el 1933, quan 10.000 miners a l'atur el van excavar a canvi de pa i cervesa.[2]
- L'ajuntament (Rathaus) d'Essen: tot i no destacar per la seva bellesa, és l'ajuntament més alt d'Alemanya, amb uns 120 metres d'alçària.